# .338-06
El .338-06 es un cartucho desarrollado a partir del casquillo del .30-06 Springfield, modificado para usar balas de calibre.338, las cuales son una opción adecuada para animales de caza de gran tamaño, como alces y osos pardos. El número y la variedad de balas calibre .338 aumentó después de la introducción del .338 Winchester Magnum, a finales de la década de los 1950.
Recientemente, la introducción del .338 Lapua Magnum ha generado un aumento del interés por el calibre .338 otra vez y la opción del .338-06 ofrece muchos de los beneficios del cartucho .338 Winchester Magnum pero con un retroceso sustancialmente menor, un aprovechamiento más eficiente de la pólvora y permite el uso de casquillos comerciales y militares del .30-06 ampliamente disponibles.
El cartucho es muy similar al .333 OKH  que también utiliza la casquillo de latón del .30-06 como base para alojar un proyectil .338". Gracias a la gran cantidad de rifles basados en la familia de cartuchos .30-06, fabricar un .338-06 generalmente solo requiere un simple cambio de cañón por parte de un armero competente. A-Square adoptó el calibre como .338-06 A-Square aproximadamente en 1998 y fue aprobado por SAAMI como calibre estandarizado. Weatherby ofreció rifles y municiones de fábrica, pero ahora los eliminó de su inventario. El .338-06 A-Square tiende a tener una ventaja de velocidad sobre el .35 Whelen y utiliza balas que retienen la velocidad y resisten la deriva del viento mejor que las balas de peso similar disparadas desde el .35 Whelen.

## Uso práctico
El .338-06 es muy versátil para la caza mayor. Cargado con balas ligeras de 180 granos, como las Nosler Accubond, es adecuado para especies como ciervos o berrendos a medio y largo alcance, y cuando se carga con balas premium más pesadas como la de 225 granos o incluso de 250 granos, como las Nosler Partition, el .338-06, es una opción adecuada para la caza de las especies más grandes de América del Norte.